# Emblema della Corea del Sud
L'emblema della Corea del Sud (대한민국의 국장) è il simbolo araldico ufficiale del Paese che  è stata adottato nel 1963 e riveduto per quanto riguarda il pantone del colori nel 1997.
Consiste nel simbolo Tae-Geuk circondato da cinque petali stilizzati di ibisco e da un cartiglio che riporta l'iscrizione 대한민국 (hangŭl: Daehan Minguk, "Repubblica di Corea"). Il Tae-Geuk simbolo delle tradizioni coreane sciamanica, confuciana, taoista e buddista rappresenta la pace e l'armonia. Il simbolo unito al fiore Ibisco sono considerati genericamente dai sud coreani come i simboli tradizionali della stirpe coreana.

## Galleria d'immagini
- Emblemi precedenti

Emblema della Corea del Sud dal 1948 al 1963
Emblema della Corea del Sud dal 1963 al 1984
Emblema della Corea del Sud dal 1984 al 1997
Emblema della Corea del Sud dal 1997 al 2016

- Stemmi

Stemma usato dal 1949 al 1962
Stemma usato dal 1963 al 1999
Stemma usato dal 1999 al 2008 e tra il 2010 e il 2011
Stemma usato dal 2008 al 2010
Stemma usato dal 2011

- Simboli governativi

Stendardo del Presidente della Repubblica di Corea
Stendardo del Governo della Repubblica di Corea
Stendardo del Primo Ministro
Stendardo dell'Assemblea Nazionale
Stendardo dei Tribunali Coreani
Stendardo della Corte Costituzionale di Corea